# María Teresa León
María Teresa León Goyri (Logroño, 31 de octubre de 1903-Majadahonda, 13 de diciembre de 1988) fue una escritora española integrada en la generación del 27 y que, después de la guerra civil española, se incluye en el grupo de escritoras españolas en el exilio.

## Biografía
María Teresa León Goyri nació el 31 de octubre de 1903 en Logroño, hija de Ángel León, coronel del ejército, y de Oliva Goyri, prima de María Goyri, y por lo tanto, de Ramón Menéndez Pidal. La relación con su prima Jimena fue muy estrecha. La infancia de María Teresa transcurrió entre Madrid, Barcelona y Burgos, ciudad a la que volvería en varias ocasiones y a la que se sintió fuertemente ligada. En su educación influyeron mucho sus tíos y sobre todo su tía María, que había sido una de las primeras mujeres españolas en obtener un doctorado en Filosofía y Letras; y que impartió clases en la Universidad española. Estudió en la Institución Libre de Enseñanza y se licenció en Filosofía y Letras. Se educó en un ambiente culto e ilustrado, que la marcó y definió durante el resto de su vida.
María Teresa León tuvo dificultades por su interés en proseguir los estudios más allá de los estipulados catorce años. Así, tras sus primeros choques con sus compañeras a causa de sus lecturas consideradas en la época ‘poco edificantes’, fue expulsada del colegio de monjas, entre otras rebeldías, según afirmaba ella misma, por empeñarse en hacer el bachillerato: había sido expulsada suavemente del Colegio Sagrado Corazón de Leganitos, de Madrid, porque se empeñaba en hacer el bachillerato, porque lloraba a destiempo, porque leía libros prohibidos...
El 24 de agosto de 1919, y según recoge María Cruz Ebro en sus Memorias, participó en el elenco de la representación del episodio histórico burgalés, La muerte de los siete infantes de Lara, en el papel de Salem.

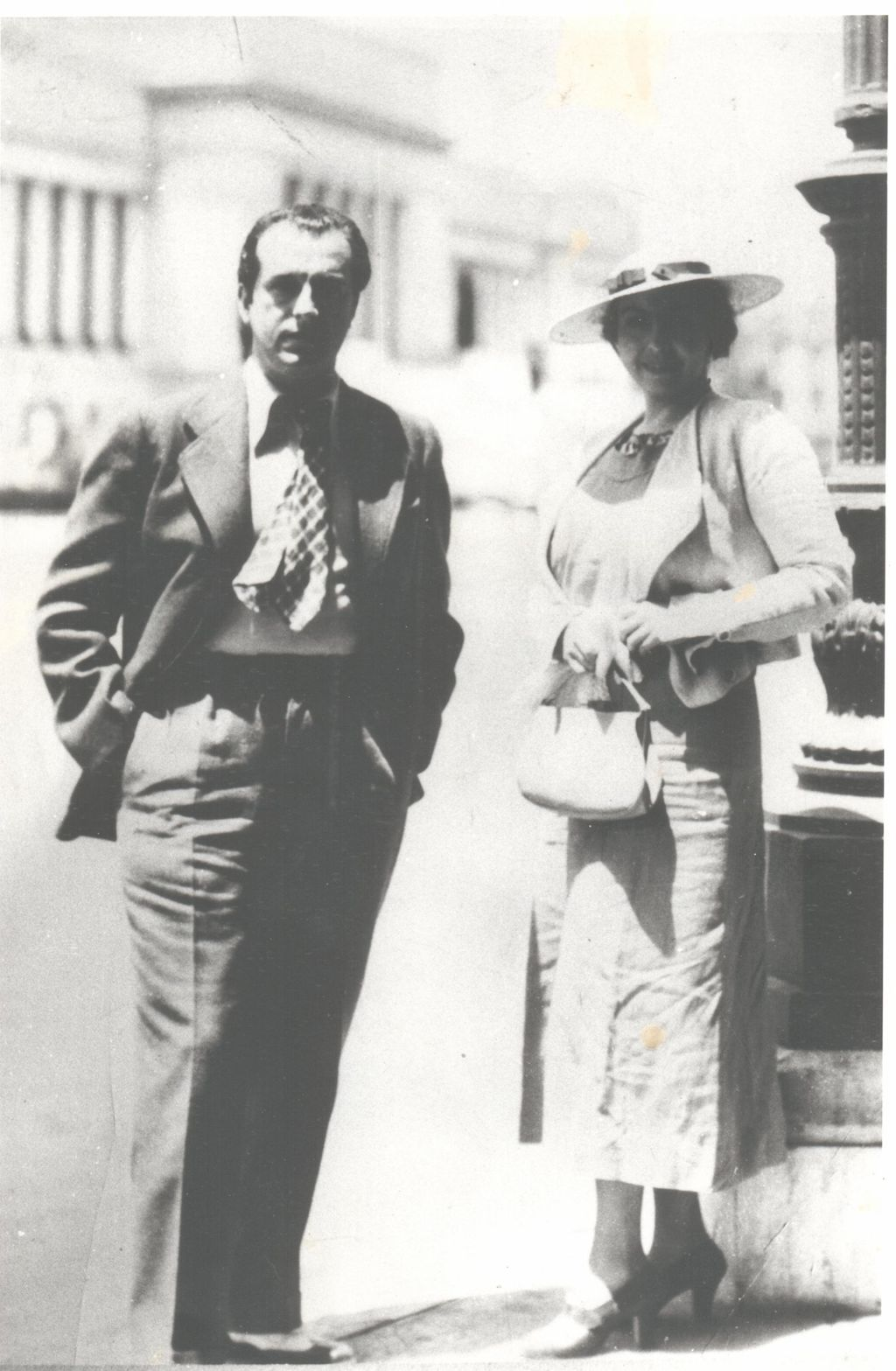
María Teresa León y Rafael Alberti en La Habana (1930)

Contrajo matrimonio siendo muy joven, en 1920 (con diecisiete años), con Gonzalo de Sebastián Alfaro, con el que tuvo dos hijos, Gonzalo y Enrique. En esta época publicó artículos en el Diario de Burgos bajo el seudónimo Isabel Inghirami, heroína de Gabriele D'Annunzio, y posteriormente con su propio nombre. Sus artículos en este periódico destacaron sobre todo por su defensa de la cultura y los derechos de la mujer. En 1928, realizó un viaje a la Argentina y al año siguiente publicó sus primeras obras: Cuentos para soñar y La bella del mal amor.
En 1929 se separó de Gonzalo. Conoció a Rafael Alberti y se estableció con él en Mallorca. En 1932, tras la sentencia de divorcio, se casaron por lo civil. Una de las primeras colaboraciones de Alberti para María Teresa León son las ilustraciones para su tercer libro, una colección de cuentos llamada Rosa Fría. Es en este momento cuando la Junta para la Ampliación de Estudios pensionó a María Teresa León para estudiar el movimiento teatral europeo y comenzaron a viajar por Berlín, la Unión Soviética, Dinamarca, Noruega, Bélgica y Holanda; por lo que comenzaron su periplo europeo. Estas experiencias le permitieron contar con un tema para sus escritos, que fue ampliado posteriormente con una docena de artículos, publicados en El Heraldo de Madrid en 1933. Participó en la fundación, junto con Rafael Alberti, de la revista Octubre, en la que publicó su obra Huelga en el puerto (1933). En 1934 la pareja volvió a la Unión Soviética donde asistieron al Primer Congreso de Escritores Soviéticos, allí conocieron a Máximo Gorki y André Malraux. Con el estallido de la Revolución de Asturias de 1934 se incrementó su actividad política y social, viajando a los Estados Unidos, para recaudar fondos para los obreros damnificados.
El golpe de Estado que dio inicio a la Guerra Civil les sorprendió en Ibiza, de donde lograron escapar en la frustrada operación naval de desembarco liderada por el capitán de la Armada Republicana Alberto Bayo. Volvieron a instalarse en Madrid en plena guerra y León pasó a ejercer el cargo de secretaria de la Alianza de Escritores Antifascistas. Junto con Rafael Alberti, fundó la revista El Mono Azul,  que Teresa León utilizó especialmente para desarrollar una intensa agitación cultural y literaria en los frentes de batalla y por la salvación del patrimonio nacional en sus artículos. Sus vivencias en el Madrid bélico fueron reflejadas más tarde con gran intensidad en dos novelas: Contra viento y marea y Juego limpio, esta última de gran carga dramática, cruda e intensa, con importantes notas autobiográficas en la que narra el día a día de un grupo de actores. León fue subdirectora del Consejo Central del Teatro, y puso en pie, ya como autora, como actriz o como directora, importantes empresas teatrales en la España republicana. Llevó a cabo una intensa actividad de animación cultural y literaria en los frentes de batalla y participó en la confección del Romancero de la Guerra Civil dedicado a Federico García Lorca El Romancero es una colección de poemas aparecidos en diversos periódicos y revistas, en libros y en murales desde finales de 1936, y publicados posteriormente en varios volúmenes, que se consideran auténticos compendios de la poesía anónima de la cultura española contemporánea de la época. Asimismo, estos poemas también se recitaron en el frente, así como se difundieron localmente a través de altavoces Además participó en la creación, promovida por la Asociación de Escritores Antifascistas, de un organismo que se encargase de proteger las obras de arte de los edificios incautados por los partidos y organizaciones de izquierdas, después de que su propia casa fuese requisada por los anarquistas. Como resultado de esas gestiones, encabezadas, según María Teresa León, por José Bergamín, se creó la Junta de Incautación y Protección del Patrimonio Artístico, que se encargaría del traslado de los fondos artísticos del Museo del Prado y del Monasterio de El Escorial a Valencia. Con todo, de los primeros traslados, hechos al margen de la Junta, se iban a encargar personalmente, primero el diputado comunista Florencio Sosa Acevedo, y luego la propia María Teresa de León, a la que hacía responsable de la selección y envío de los cuadros una orden del subsecretario de Instrucción Pública fechada el 3 de diciembre de 1936, «para evitar demora y trámites», pues Sosa solo había hecho un envío a lo largo del mes de noviembre, con un total de 29 cuadros, y los responsables del museo ponían dificultades para los traslados que entendían motivados por razones políticas. Entre el 7 y el 11 de diciembre, María Teresa León sacó del museo y envió a Valencia 64 cuadros, entre ellos Las meninas que salieron de Madrid el día 9, y 181 dibujos, muchos de ellos sin el embalaje adecuado, lo que causó daños importantes en el retrato del conde-duque de Olivares a caballo, de Velázquez. Las condiciones en las que Las meninas y el Carlos V en la batalla de Mühlberg de Tiziano cruzaron el puente de Arganda, suspendidos a los costados del camión y por fuera de las ruedas, al no haberse previsto la dificultad que planteaba la baja altura del puente, determinaron su destitución, pasando la responsabilidad a la Junta Delegada de Madrid, cuyos integrantes se comprometieron por unanimidad a no permitir nuevos traslados en las condiciones que se habían hecho los anteriores.
También participó en el II Congreso Internacional de Escritores para la Defensa de la Cultura en 1937, celebrado en Valencia y Madrid. Durante la contienda su trabajo se centró en el teatro, desempeñando el cargo de subdirectora del Consejo Central del Teatro, promoviendo distintas iniciativas en este campo, siendo responsable de "El Teatro de Arte y Propaganda" y posteriormente de "Las Guerrillas del Teatro". En el Ejército del Centro puso en marcha diversas empresas teatrales. Trabajó tanto como dramaturga, como directora de escena e incluso esporádicamente colaboró como actriz; fue codirectora de Los Títeres de cachiporra de Federico García Lorca y La cacatúa verde, de Arthur Schnitzler; también dirigió La tragedia optimista, del autor ruso Vsevolod Vichnievsky y también realizó, la dirección y participación como actriz en la versión de Numancia, de la que se encargó el propio Alberti. Igualmente dirigió y participó en una obra de Alberti: Cantata de los héroes y la fraternidad de los pueblos. Otras de sus aportaciones al mundo del teatro fue la fundación de "El Cine, Teatro, Club de la Alianza de Intelectuales Antifascistas".
Al final de la guerra tuvo que exiliarse, primero a Orán y luego a Francia. Vivió en París hasta finales de 1940, donde tradujo textos para la radio francesa Paris-Mondial y trabajó como locutora para las emisiones de América Latina.
León y Alberti se trasladaron a Argentina. Llegaron a Buenos Aires el 2 de marzo de 1940, a bordo del buque Mendoza, que había zarpado de Marsella. Residieron en Argentina veintitrés años, y allí nació su hija Aitana. Es en América, según algunos autores (como Juan Carlos Estébanez), donde adquiere la madurez de su prosa, como culmen de una evolución que se inicia con los primeros cuentos de corte tradicional en los años veinte, pasando por una etapa vanguardista, y sigue con un realismo socialista a partir de la República.
En 1963 regresaron a Europa. El 28 de mayo de ese año se establecieron en Roma (es aquí donde se perfila su obra Memoria de la melancolía). La familia viajó por Europa y fueron también a China (en 1958 la pareja escribió el libro Sonríe China).
Con la llegada de la democracia, María Teresa León y Rafael Alberti volvieron a España el 27 de abril de 1977, pero ella ya sufría del mal de Alzheimer, por lo que fue ingresada en un sanatorio de Majadahonda, en las cercanías de Madrid, donde permaneció sus últimos años de vida y donde murió. Alberti no aceptó la enfermedad de su mujer y la abandonó para irse a Roma. Ella murió sola y olvidada, sin saber realmente dónde se encontraba, el 13 de diciembre de 1988.
Está enterrada en el cementerio de Majadahonda, en una tumba en la que «nunca faltan flores» y donde hay como epitafio un verso de Alberti: «Esta mañana, amor, tenemos veinte años».

## Reconocimiento de su obra y labor
En 1986, estando María Teresa León ingresada en el hospital psiquiátrico de Majadahonda, tuvo lugar en la ciudad de Burgos unas Jornadas de Homenaje a la autora, organizadas por la Consejería de Cultura de la Junta de Castilla y León.
En el año 2003, se celebró el centenario del nacimiento de la escritora, y a los quince años de su muerte por el mal de Alzheimer, instituciones de Burgos (donde pasó su adolescencia y juventud), organizaron en el Círculo de Bellas Artes, de Madrid, la exposición María Teresa León. Memoria de un compromiso; en ella figuran textos inéditos sobre Federico García Lorca, Lope de Vega y Ramón Menéndez Pidal. Puede considerarse esta exposición como memoria y recuperación de la personalidad literaria de la escritora de la generación del 27, oscurecida por su larga vinculación con el poeta Rafael Alberti.

## Estilo y temática
Aunque María Teresa León nunca escribió poesía, se observa en la mayoría de su producción literaria cierto tono lírico, llegando a utilizar, en muchas ocasiones, la prosa poética. En cuanto a su temática, lo que más sobresale en su obra es el sentimiento de desarraigo provocado por un exilio forzoso. Así, encontramos que muchos de sus argumentos versan sobre la guerra civil española y la situación del país durante la posguerra, o que tratan de expresar el sentimiento de no pertenencia a ningún lugar en concreto (no encontrando su hogar en el país de exilio pero tampoco hallándolo en su país natal). De esta manera, María Teresa León quedó atrapada en una especie de limbo formado por sus recuerdos de España y la esperanza depositada en la idea del regreso.

## Obra

### Producción literaria antes del exilio
Dentro de la creación literaria que María Teresa León cultivó en sus años en España, se destaca la presencia de varias colecciones de cuentos (género que eligió para sus primeros escritos), una obra de teatro y multitud de artículos de prensa que publicó en las distintas revistas y periódicos republicanos durante el conflicto bélico.
En cuanto a sus cuentos, se observa una maduración y perfeccionamiento de la técnica que va, desde la colección Cuentos para soñar, donde se advierte cierta imaginación furtiva e ingenuidad infantil, hasta Cuentos de la España actual, antología en la que encontramos relatos de crítica contra la sociedad burguesa, en los que los personajes toman conciencia revolucionaria.
En cuanto al teatro, destacamos Huelga en el puerto (primera obra de León) publicada en la revista Octubre, y que desprende conocimientos e influencias sobre los movimientos teatrales que se estaban dando en Europa, fruto del viaje que León y Rafael Alberti hicieron en 1932. La obra se inscribe dentro del teatro político y proletario, cuyo argumento trata de dos huelgas ocurridas en Sevilla entre los años 1931 y 1932.
Por último, con relación a la cantidad de artículos que María Teresa León escribió durante los años de la Segunda República y, después, durante la guerra civil española, destacan las publicaciones de La Gaceta Literaria, Octubre y El Mono Azul.

### Producción literaria durante el exilio
Durante su exilio en Argentina, la autora publica y escribe la mayor parte de su obra literaria, cultivando diversos géneros distintos: colecciones de cuentos, novelas, biografías noveladas, ensayos y una obra de teatro. En cuanto a su producción novelística, destacamos las novelas Contra viento y marea y Juego limpio, ambas ambientadas en el periodo de la guerra civil española, donde la autora mezcla ficción con elementos y paisajes autobiográficos.
Con relación a su creación ensayística, destacamos los escritos La historia tiene la palabra y Sonríe China, ambos publicados en Buenos Aires. El primero tiene la intención de reivindicar el testimonio histórico de la acción republicana en defensa del Patrimonio Artístico (durante la guerra, un grupo de intelectuales ―entre los que se encontraba María Teresa León―, se organizó para tratar de salvar los objetos de interés artístico y cultural de España). En cuanto al segundo texto, constituye una obra ecléctica cargada de impresiones, recuerdos, poemas, dibujos, anécdotas que Rafael Alberti y María Teresa León, junto con su hija Aitana, vivieron durante un viaje por la República Popular China en 1957.
En cuanto a la producción literaria en Roma (ciudad de su segundo exilio), la obra más importante es Memoria de la melancolía, a caballo entre la autobiografía y la memoria. En ella, María Teresa León intercala la evocación de hechos, recuerdos, experiencias y personajes con la expresión de sentimientos personales que conducen al lector hasta su mundo más profundo e íntimo.
Por último, la obra de teatro que escribió fuera de España es La libertad en el tejado, obra inédita hasta 1989, de la que se desconoce si fue compuesta durante su exilio en Argentina o Roma; aunque, por el contacto que María Teresa León tuvo con las artes escénicas y el cine durante su estancia en Buenos Aires, todo apunta a que fue allí donde escribió la pieza teatral. En ella, se habla de la situación de la España de posguerra en una combinación de personajes humanos (como Maricastaña, Madame Pimentón y Sabelotodo) y alegóricos (la Chica, la Sonámbula, la Razón, etc.).

### Producción literaria después del exilio
María Teresa León y Rafael Alberti regresaron a España en 1977. Un año más tarde, se publicó en Madrid la última biografía novelada de la autora, Cervantes, el soldado que nos enseñó a hablar, donde la autora (al igual que en sus anteriores biografías) conjuga los datos históricos con la recreación e invención. No obstante, desde sus últimos años en Roma, María Teresa León había empezado a desarrollar la enfermedad del Alzheimer, por lo que no volvió a escribir una vez instalada en España.

## Actividad teatral
Aunque, dentro del mundo del teatro, quizá se conozca mayoritariamente a María Teresa León por su labor como autora, lo cierto es que también desempeñó otras funciones dentro del ámbito de las artes escénicas, como la de directora o actriz.
Podemos incluir a la escritora riojana dentro de las corrientes teatrales que perseguían una renovación de la escena y su idiosincrasia, pretendiendo acercar el teatro a un nuevo público y separándolo de los moldes comerciales. En el caso de León, su lucha se basó en la aproximación del teatro a los sectores más populares, llegando, una vez iniciada la guerra, a aprovecharlo como vehículo de expresión política.

Como secretaria de la Alianza de Intelectuales Antifascistas, María Teresa León es nombrada directora del Teatro de Arte y Propaganda (heredero de la primogénita compañía Nueva Escena), asentado en el Teatro de la Zarzuela de Madrid. Algunas de las obras que esta compañía llevó a escena y que fueron dirigidas por León fueron Los títeres de Cachiporra, de Federico García Lorca, La tragedia optimista, de Vsevolod Vishnevsky (de quien realizó también la adaptación) o La destrucción de Numancia, adaptación teatral de Rafael Alberti de La Numancia de Miguel de Cervantes. Recordamos la opinión de Salvador Arias, actor de las Guerrillas del Teatro, sobre la puesta en escena de La destrucción de Numancia:
Pero aún se superó [María Teresa León] al dirigir La destrucción de Numancia […] abriendo en dos el suelo del escenario para hacer surgir o desaparecer, según las escenas, una gran muralla que separaba el pueblo numantino […] ¡Muralla, que por cierto, había que subirla y bajarla a brazo desde el foso! 
Asimismo, María Teresa León fue vicepresidenta segunda del Consejo Central del Teatro (organismo creado por el gobierno republicano para organizar y difundir estas experiencias teatrales, persiguiendo la idea de crear un Teatro Nacional), junto con Antonio Machado (vicepresidente primero) o Max Aub (secretario).

Por otro lado, León también se vinculó con la compañía itinerante conocida como las “Guerrillas del Teatro del Ejército del Centro”, que perseguía la idea de un “teatro de urgencia” que sirviera para educar tanto a los soldados como al proletariado, convirtiéndose en un instrumento propagandístico que sumara fuerzas al frente. El testimonio de Edmundo Barbero (actor de la compañía), recoge de forma fidedigna en qué consistía este teatro:
Desde allí salimos para los frentes que se nos mandaba o que nos solicitaban […] Llevábamos un escenario desmontable que armábamos los mismos actores: unos biombos de colores que se cambiaban nos servían para los distintos decorados. No sólo trabajábamos en nuestro escenario desmontable que nos había construido el cuerpo de ingenieros, sino en pequeños teatros y cines de los pueblecitos cercanos, así como en locales improvisados
Dentro de su participación en las “Guerrillas del Teatro”, encontramos la experiencia como actriz de María Teresa León, quien interpretó el personaje de Belisa en Amor de don Perlimplín con Belisa en su jardín, de Federico García Lorca, compartiendo escena con Santiago Ontañón, que representaba a Perlimplín. Además, también participó como actriz en la Cantata de los héroes y la fraternidad de los pueblos, de Rafael Alberti.

## María Teresa León y el cine
La actividad dramática de María Teresa León estuvo muy vinculada a aquella nueva expresión artística, tan asombrosamente mágica para el público de principios del siglo XX, que ha ido cogiendo peso hasta el absoluto poder que tiene en nuestra actualidad: lo que comúnmente conocemos como “El séptimo arte”.
En 1937, León dirigió para la compañía de Teatro de Arte y Propaganda la representación de La tragedia optimista de Vsevolod Vishnevsky, para cuya puesta en escena la autora se basó en la película de Efim Dzigan, Los marinos de Krohnstadt, adaptación, a su vez, de otra obra del dramaturgo ruso. Además, durante la representación, se incluyeron en escena proyecciones cinematográficas, a cargo del escenógrafo Santiago Ontañón. Este es un claro ejemplo de cómo María Teresa León jugaba con ambas formas de expresión, haciendo que la una participase de la otra.
No obstante, es durante su exilio en Argentina donde la autora experimenta su mayor actividad cinematográfica. En 1943, en colaboración con su marido, Rafael Alberti, la escritora elabora el guion Los ojos más lindos del mundo para la película del director argentino Luis Saslavsky, basada en la obra dramática de Jean Sarment.
Más tarde, para el mismo director, el matrimonio adaptaría a guion La dama duende, en 1945, basándose en la conocida obra de teatro de Calderón de la Barca. Contrastándose el original de Calderón con el guion cinematográfico, resultan evidentes sus múltiples diferencias, lo cual lleva a valorar la creatividad e invención depositadas en su elaboración.
Gran parte del equipo técnico que participó en la realización de la película estaba compuesto por exiliados españoles, como el pintor Gori Muñoz, el músico Julián Bautista o los actores Enrique Diosdado, Helena Cortesina, Andrés Mejuto y Ernesto Vilches. Luis Saslavsky obtuvo el Premio Cóndor de la Plata a la mejor película y al mejor director por La dama duende en 1946.
Por último, María Teresa León elaboraría el guion El gran amor de Bécquer para la película de Alberto de Zavalía de 1946, que cuenta la historia de los amores entre Gustavo Adolfo Bécquer y la cantante de ópera Julia Espín. La autora interpretaría un pequeño papel en la película, dando vida a una de las viudas que aparecen en la escena en la que se pide matrimonio a la señorita Espín. La autora se basaría en este guion para escribir, apenas unos meses más tarde, su biografía novelada El amor de Gustavo Adolfo Bécquer.

## Rol femenino en sus obras e influencia ideológica
Podemos considerar a María Teresa León como una de las escritoras que más se involucró en la lucha por la igualdad de derechos y oportunidades entre sexos. Desde muy pequeña, tuvo la suerte de relacionarse de manera íntima con María Goyri (prima de su madre), escritora, investigadora y gran defensora de los derechos de las mujeres. Así, León, pese a crecer en un ambiente adinerado y burgués, demostró desde pequeña inquietudes que la separaban del resto de sus compañeras y amigas. Por tanto, es indiscutible afirmar que su producción literaria está repleta de personajes femeninos a través de los cuales reflexiona sobre las dificultades que conllevaba ser mujer en su época.
En 1929, la escritora fue una de las primeras mujeres en divorciarse en España, después de nueve años de matrimonio impuesto por su familia, cuando León apenas tenía diecisiete años. Como influencia de este suceso, percibimos un cambio en la psicología de los personajes de su segunda antología de cuentos, La bella del mal amor, donde la autora plantea la cuestión del matrimonio y de los múltiples problemas económicos que acarreaba el hecho de no estar casada. Así, en uno de sus cuentos, “Malfredo y Malvina”, León nos habla del matrimonio infeliz de Malvina, una molinera cuyo enlace la ha elevado socialmente pero que, pese a ello, se siente impotente pues es relegada a la figura de la esposa bonita sin voluntad propia. El cambio en la psicología lo encontramos cuando Malvina abandona su matrimonio y se reúne felizmente con el joven pastor del que siempre había estado enamorada.
A medida que transcurre la vida de María Teresa León, que poco a poco se va ligando a contextos más políticos, encontramos del mismo modo que sus protagonistas, deseosas de independencia y libertad, comienzan a introducirse en contextos más sociales, quebrantando los márgenes del hogar para romper con el papel que la sociedad les había asignado. De esta forma, se observan personajes femeninos que militan en partidos políticos, que se suman a la revolución, etc. Este es el caso de Rosa, protagonista del cuento “Liberación de Octubre”, dentro de la colección Cuentos de la España actual.

De 1936 a 1939, encontramos este mismo espíritu revolucionario en muchos de los artículos que publica en distintas revistas, como “A las mujeres españolas”, donde León, a partir de un antiguo romance castellano, alienta a las mujeres a involucrarse en el conflicto bélico:
La doncella guerrera se marcha a ese definitivo lugar de la guerra y se vuelve a machar en toda ocasión que se presenta, y se nos ha ido ahora, en este 1936, en esta defensa de Madrid, apretando sus pechos contra el corazón […] La mujer popular se ha levantado sobre nuestros campos rotos con el prestigio de su derecho a intervenir en la Historia de España […] ella está de pie a pie firme bajo el vuelo de los aviones, resistiendo sola con su ira y su fe la metralla del enemigo.
Ya en el exilio, encontramos una preocupación por parte de León hacia la situación de las mujeres de distinta cultura. En el cuento “Soledad, ¿por quién preguntas?”, dentro de Fábulas del tiempo amargo, la autora riojana pone de relieve la mísera valía que tenía la mujer en algunos entornos tribales, narrando la historia de una joven procedente de otra civilización que debe acompañar en el sacrificio a un guerrero, perdiendo su vida. Otro ejemplo del interés por conocer la situación femenina en otras culturas, lo encontramos en el reportaje literario que escribe junto a su marido, Sonríe China, donde León expone algunas de las crueldades a las que las niñas y mujeres asiáticas debían enfrentarse (y que, lamentablemente, todavía en algunos lugares siguen sucediendo):
Son las descendientes de otras mujeres que fueron muy poco apreciadas en la vida china, por las que se vestía luto el día de su nacimiento, a las que se podía maltratar, abandonar, cancelar con ellas todos los compromisos. Millares de mujeres […] no recibieron nunca educación; se podían vender como ganado que produce poco; no tenían derecho a elegir su marido; debían aceptar compartir con las concubinas el lecho, la casa, el amor […] El signo chino que dice mujer repite tres veces el que significa mal o malo. El signo mujer dentro del signo casa significa paz.
Se observa la presencia constante de reivindicación de la situación femenina, incluso, en las biografías noveladas que María Teresa León escribió, como es el caso de Doña Jimena Díaz de Vivar, gran señora de todos los deberes, mujer, aunque lejana en el tiempo, cercana a la autora en cuanto a su situación de exilio. Así, encontramos que León otorga a este personaje comportamientos anacrónicos a su época, como el hecho de que Jimena se rebele ante su marido el Cid, cuestionando la legitimidad moral de sus batallas frente al abandono de su familia. También, otro pasaje interesante (y curioso, además, si se vincula la situación de Jimena con la de la propia autora) es el que cuenta cómo la gran señora medieval reflexiona sobre el sentido de su vida una vez muerto su marido, después de tantos años luchando por ser la mejor esposa:
Confundida, la gran señora retrocede. Nadie le contestará, nadie dialogará con su corazón. No puede hacer ya más que mirarle. «Llévate mi vida entera, Rodrigo, toma mi imagen, que perdure en tu sueño. Ahora me toca a mí sufrir al arrancarme de ti, “más que la uña de la carne”, mientras tú vas a morder ante Dios la yerba de los campos celestes. Hasta aquí fui como tú, ¿cómo voy a saber desde ahora ser yo?
María Teresa León elaboró una obra de denuncia social y reivindicación del papel de la mujer en sus escritos.

## Obras

### Colección de cuentos
- Cuentos para soñar (Burgos, 1928)
- La bella del mal amor (Burgos, 1930)
- Rosa-fría, patinadora de la luna (Madrid, 1934)
- Cuentos de la España actual (México, 1935)
- Morirás lejos (Buenos Aires, 1942)
- Las peregrinaciones de Teresa (Buenos Aires, 1950)
- Fábulas del tiempo amargo (México, 1962)

### Novela
- Contra viento y marea (Buenos Aires, 1941)
- Juego limpio (Buenos Aires, 1959). Nueva edición con prólogo de Luis García Montero en la colección Letras Madrileñas Contemporáneas, 4, Comunidad de Madrid y Visor Libros, 2000.
- Menesteos, marinero de abril (México, 1965)

### Biografías
- El gran amor de Gustavo Adolfo Bécquer (Buenos Aires, 1946)
- El Cid Campeador (Buenos Aires, 1954)
- Doña Jimena Díaz de Vivar, gran señora de todos los deberes (Buenos Aires, 1960)
- Cervantes, el soldado que nos enseñó a hablar (Madrid, 1978)

A pesar de haber estado durante mucho tiempo consideradas como "biografías noveladas", poco a poco se va demostrando que se tratan de "biografías modernas", o "nuevas biografías", según los aspectos teóricos de que se vienen trabajando en las universidades españolas en los últimos 23 años. Ver: Plutarco de moda: la biografía moderna en España (1900-1950), de Manuel Pulido Mendoza (2009); Vidas oblicuas: Aspectos teóricos de la "nueva biografía" en España (1928-1936), de Enrique Serrano Asenjo (2002); o la tesis doctoral de Jessica Cáliz Montes, La nueva biografía: Vidas Españolas e Hispanoamericanas del Siglo XIX (2017).

### Autobiografía
- Memoria de la melancolía (Buenos Aires, 1970)

### Teatro
- Huelga en el puerto (Madrid, revista Octubre, 1933)
- La libertad en el tejado (Segovia, revista Encuentros, 1989)
- La historia de mi corazón (2008, edición facsímil del original mecanografiado a cargo de Gabriele Morelli)

### Reportajes ensayístico-literarios
- Crónica General de la Guerra Civil (Madrid, 1937)
- La historia tiene la palabra (Buenos Aires, 1944)
- Sonríe China (Buenos Aires, 1958)

### Colaboración con radio
- Nuestro hogar de cada día (Buenos Aires, 1958)
- Sueño y verdad de Francisco de Goya (2003, guion dramático-radiofónico)

### Guiones cinematográficos
- Los ojos más bellos del mundo (1943)
- La dama duende (1945)
- El gran amor de Gustavo Adolfo Bécquer (1946)

### Traducción
- Campos roturados, de Mijaíl Shólojov, en colaboración con J. Ledesma (Ediciones Europa-América, 1936)
- Obra poética, de Tudor Arghezi (Losada, 1962)
- Obra poética, de Mihai Eminescu  (Losada, 1962)
- Doinas y baladas populares rumanas (Losada, 1963)
- El bosque de los ahorcados, de Liviu Rebreanu (Losada, 1967)
- Las cuatro niñitas, de Pablo Picasso (Aguilar, 1973)
- Fábulas y leyendas, de Leonardo da Vinci (Nauta, 1973)
- Cándido o el optimista, de Voltaire (Muchnik, 1978)

## Premios en su nombre
- Premio a la Igualdad "Teresa León Goyri - Ciudad de Logroño" - Otorgado el 20 de diciembre del 2022 por el Ayuntamiento de Logroño al IES Cosme García y a la periodista y cineasta Chelo Alvarez-Stehle.[27]